# Parque Natural da Serra de Aracena e Picos de Aroche
O Parque Natural da Serra de Aracena e Picos de Aroche (em castelhano:  Parque Natural de Sierra de Aracena y Picos de Aroche) é um parque natural situado na região setentrional da província de Huelva. O seu território abarca 28 municípios serranos: Alájar, Almonaster la Real, Aracena, Aroche, Arroyomolinos de León, Cala, Cañaveral de León, Castaño del Robledo, Corteconcepción, Cortegana, Cortelazor, Cumbres de Enmedio, Cumbres de San Bartolomé, Cumbres Mayores, Encinasola, Fuenteheridos, Galaroza, Higuera de la Sierra, Hinojales, Jabugo, Linares de la Sierra, Los Marines, La Nava, Puerto Moral, Santa Ana la Real, Santa Olalla del Cala, Valdelarco e Zufre. Tem cerca de 41 000 habitantes. 
Gastronomicamente a zona é universalmente conhecida pelos produtos de porco ibérico, como o presunto ibérico "de bellota" (de belota). Faz parte da Reserva da Biosfera Dehesas de Sierra Morena juntamente com o Parque Natural da Serra Norte de Sevilha e o Parque Natural da Serra de Hornachuelos, na província de Córdoba. 

## Características

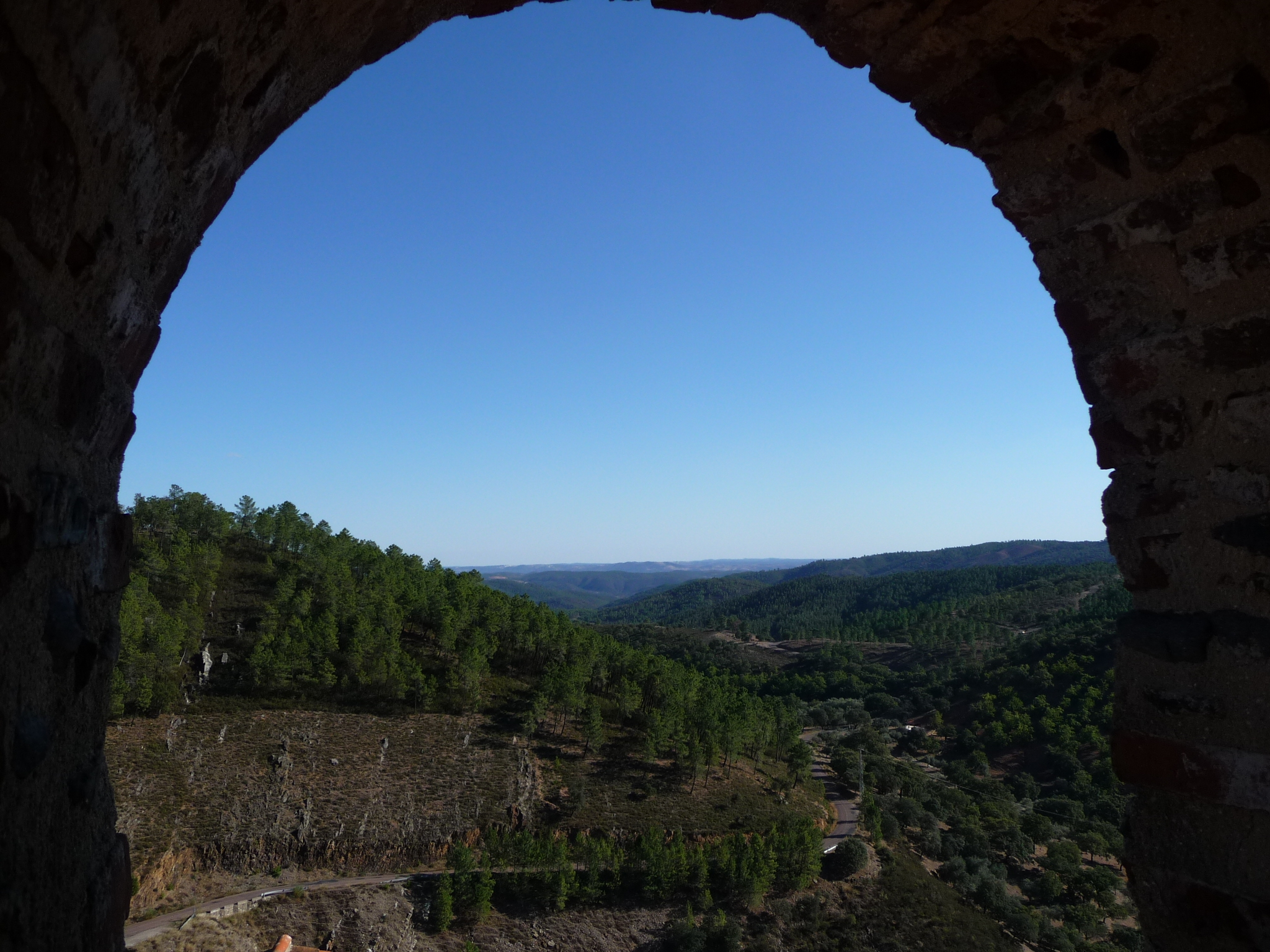
Vista do alto do minarete de Almonaster la Real.

O Parque ocupa uma área de 186 827 ha, sendo o segundo mais extenso da comunidade autónoma andaluza depois do Parque Natural da Serra de Cazorla, Segura e Las Villas. É atravessado por uma rede fluvial que se distribui em três bacias hidrográficas: a do rio Guadalquivir (rivera de Huelva), do rio Guadiana (Caliente, rio Múrtigas, Ingenio) e do rio Odiel (Rivera de Linares, Rivera de Santa Ana).
É uma região de produção pecuária que beneficia da espessa vegetação esclerófila de azinheiras e sobreiros e que, ao ser muito castigada por incêndios, está a dar lugar a matos densos de urze, aroeira, medronheiro  e tomilho. A suinicultura, criada em montados, a ovinicultura - de transumância em decadência, e a bovinicultura, que acaba de iniciar a sua adaptação, permitem a exploração de grandes propriedades rurais. Além da produção de presunto, as escassas possibilidades económicas explicam a baixa densidade populacional.

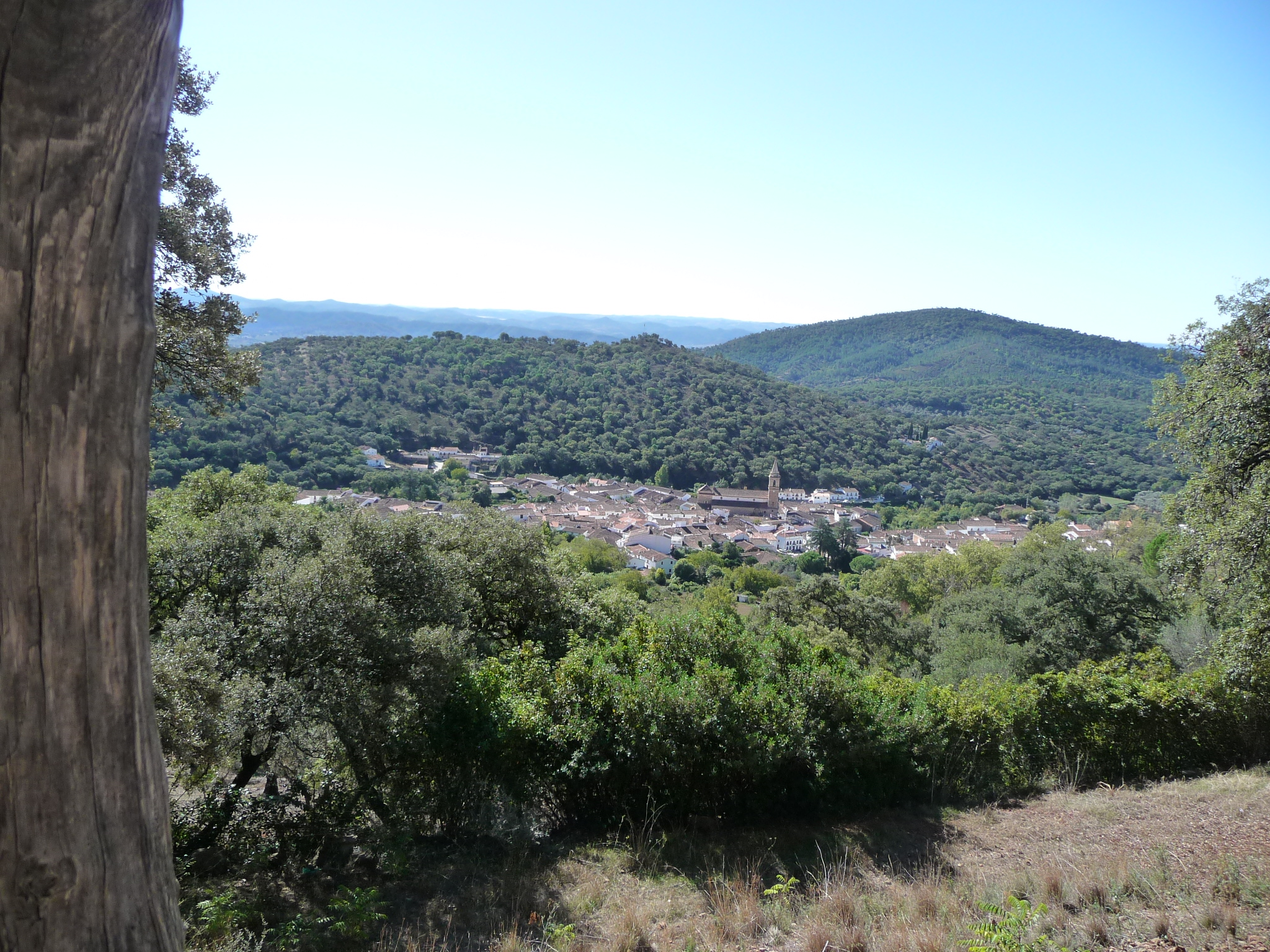
Alájar.

O interesse da visita a este parque é justificado pela riqueza das paisagens de sobreiro e azinheira, de bosques de castanheiros e pela qualidade dos produtos gastronómicos.

## Ameaças
Existe um projeto para "adaptar" a estrada N-433 (que na realidade é para transformar em via rápida) que atravessa o parque e liga Sevilha à fronteira com Portugal. Porém, o projeto, desenhado para ampliar a capacidade da estrada, tem sido largamente contestado pelos locais e pelos ecologistas devido à fragmentação do território e ao impacto ambiental da obra.
Outra ameaça paira sobre a zona, se for aprovado o projeto de uma refinaria de petróleo na comarca estremenha de Tierra de Barros, cujo oleoduto teria que atravessar o parque.